# 伊藤貴夫
伊藤 貴夫（いとう たかお、3月7日 - ）は、元福井放送 (FBC) のアナウンサー。

## 来歴
福井県福井市出身。血液型O型。
東京の私立大学を卒業後、1968年4月にFBCに入社。アナウンサーを務めた後、報道・事業・営業を歴任。そして2007年4月、『どぉ〜ンと土曜日』で久々のアナウンス業務に復帰した。
2009年3月にFBCを退社。

## 担当番組
特記のないデータは、すべてFBC公式サイト内「大和田らじお新聞」に記載された伊藤のプロフィールからの参考。

### FBCテレビ
- FBCウィークリー - 司会

### FBCラジオ
- FBCダイヤル[2] - パーソナリティ
- こんにちはFUKUIアフタヌーンワイド
- さわやかFUKUIモーニングワイド
- 日曜だよベルからこんにちは
- どぉ〜ンと土曜日 - パーソナリティ（2007年4月7日 - 2009年3月28日）